# Národní park Torres del Paine
Torres del Paine (španělsky Parque Nacional Torres del Paine) je chilský národní park, který byl v roce 1978 prohlášen za biosférickou rezervaci UNESCO. Nachází se v nejjižnějším chilském regionu Magallanes a Chilská Antarktida. Na východě hraničí s argentinským národním parkem Los Glaciares. V nejvyšších partiích parku se nachází část Jihopatagonského ledovcového pole. Park je přístupný celoročně, každý rok jej navštíví skoro 100 000 turistů. S rozlohou 2 300 km2 se jedná o jeden z největších národních parků v Chile. V nadmořských výškách od 50 do 3000 metrů žijí pštrosi nandu, lamy guanako či kondoři.

## Historie parku

### Rané dějiny
V oblasti se první lidé usadili asi před 12 000 lety, jak dokazuje hrstka důkazů nalezených převážně Albertem de Agostinim během jeho úsilí evangelizaci místních obyvatel na začátku 20. století. O nejranější výzkumy lokality se ale zasloužili Santiago Zamora a Tomas Rogers v letech 1870–1890. 
První písemné zmínky o masivu Torres del Paine pochází z knihy od lady Florence Dixie z roku 1880, ve které tvar skupiny hor popsala jako „Kleopatřiny jehly“. V následujících letech místo navštívilo několik evropských vědců, např. Otto Nordenskjöld (1895) a Carl Skottberg (1908). 

### Ochrana přírody
V letech 1910–1960 se v oblasti rozšířil chov dobytka. Stáda se ale rozrůstala do příliš vysokých počtů a postupně způsobila devastaci krajiny. V reakci na to začaly místní komunity vyvíjet postupy a prostředky pro ochranu přírody. V roce 1959 byla oblast přejmenována na National Park Lago Grey (Šedé jezero) s rozlohou 4 332 hektarů. Tehdejší ministr krajin a usedlostí v roce 1961 pak park rozšířil na 24 532 hektarů a uvedl v platnost nové jméno – Park Torres del Paine. 
30. dubna 1970 se plocha parku zvětšila o dalších 11 000 hektarů. Ministerstvo zemědělství také zavedlo pro celou chráněnou oblast nynější název Národní Park Torres del Paine. Roku 1978 byl park uznán jako biosférická rezervace na seznamu přírodního a kulturního dědictví UNESCO. 

## Poloha území
Park se nachází 120 km severně od Puerto Natales a 312 km severně od Punta Arenas. Park je západně ohraničen územím národního parku Bernardo O’Higgins a severně územím národního parku Los Glaciares, který se už nachází v Argentině. 

## Geomorfologie
Parku dominuje horský masiv Paine, který představuje východní výběžek And situovaný na východní straně Šedého ledovce. Nejvyšší z trojice vrcholů se jmenuje Paine Grande s nadmořskou výškou 2 884 m n. m. 

### Údolí
Malá údolí – Valle del Francés, Valle Bader, Valle Ascencio, Valle del Silencio – jsou ohraničena žulovými kopci a horskými masivy. Údolí Valle del Francés je formováno do konkávního tvaru vysokými skalami po okrajích. Charakteristikou jsou dva vrcholy – Cerro Cota a Cerro Catedral, které představují západní hranici údolí. První vrchol je nazván podle své nadmořské výšky (kolem 2 000 m n. m.). Druhý vrchol dostal svůj název podle tvaru východního úbočí připomínající čelo katedrály. Údolí Silenca dominují žulové stěny Cerro Fortaleza a Cerro Escudo, v překladu Štítová hora, které stojí naproti sobě spolu se západní částí masivu Torres del Paine. Údolí Ascenio je pak obvyklou cestu k vyhlídce na Torres del Paine.  

### Ledovce
Velkou část parku pokrývá Jižní patagonské ledové pole. To zahrnuje ledovec Dickson, Šedý ledovec nebo ledovec Tyndall.

### Vodstvo
Mezi vodní plochy patří jezera Dickson, Nordenskjöld, Pehoé, Grey, Sarmiento a Del Toro, z nichž většina se nachází přímo uvnitř parku. Všechna jezera mají charakteristické zbarvení vody způsobené obsahem minerálních látek odnášených z hor při erozi. Dominantním tokem parku je řeka Paine. Voda odtéká převážně do soutěsky Última Esperanza vytvořeného řekou Serrano.

## Geologie
Velkou část masivu Paine tvoří křídové sedimentární skály vzniklé z lakolitů v období Miocénu. Na dnešní podobě hornin se podílely erogenetické a erozní procesy, z nichž největší dopad měla ledovcová eroze v posledních desítkách tisíc let. V případě Las Torres byla sedimentární vrstva kompletně odnesena a zůstalo pouze odolnější žulové torzo. 

## Biomy
Z důvodu rozlehlého území národního parku, a tím pádem i odlišné geografii a životních podmínek na různých místech, se zde nachází několik různých biomů, z nichž každý je v něčem odlišný a výjimečný. 
Prvním jsou Magellanské subpolární lesy. Ty jsou tvořeny dvěma hlavními rostlinnými společenství – vřesoviště a opadavé stromy (tvořeny především pabuky z rodu Nothofagus). Klima je zde vlhké a stromy zde rostou vysoko a hustě u sebe. Z fauny lze jmenovat pudua jižního (Pudu puda), nejmenšího jelena na světě, pumu (Puma concolor) a vydru jižní (Lontra provocax), malého endemického hlodavce maru stepní (Geoxus valdivianus), datla magellanského (Campephilus magellanicus) a kondora andského (Vultur gryphus).
Pláně a náhorní plošiny pokrývá patagonská step, pro kterou jsou typické nízké úhrny srážek a silné proudění vzduchu. Tento biom je domovem mnoha druhů, jako Lama guanako, nelétavý pták Nandu, nebo množství hlodavců a ptáků.
Vysoké nadmořské výšky zaujímá, kvůli nízké vlhkosti, Andská poušť, pro kterou jsou charakteristické lišejníky, vzácně traviny. Stromy a keře se zde nevyskytují. Stovky vrcholů a většinu fjordů jsou pak pokryty silnou vrstvou ledu, která tvoří tzv. Patagonská ledová pole. 

### Ledovce
Nejvíce ledu je uloženo v Severním, Jižním a Kordillerském Darwinovu ledovém poli. „Dohromady obsahují kolem 5 500 gigatun ledu, což by při roztání stačilo ke zvednutí hladiny moří o 15 mm.“ (Carrivick et al., 2016). V roce 1993 byla tato území označena za druhé největší ložisko ledu na jižní polokouli mimo Antarktidu (Warren, C.R. and Sugden, D.E., 1993). Za posledních[kdy?] 40–50 let se však tempo tání ledových polí podstatně zrychlilo. Mezi roky 1975 a 2000 ztratilo Severní a Jižní pole dohromady 15 gigatun (±0,7Gt) ledu ročně. Mezi roky 2000 a 2011 se tání zrychlilo na 24,4 gigatun (±1,4 Gt) ledu ročně. 

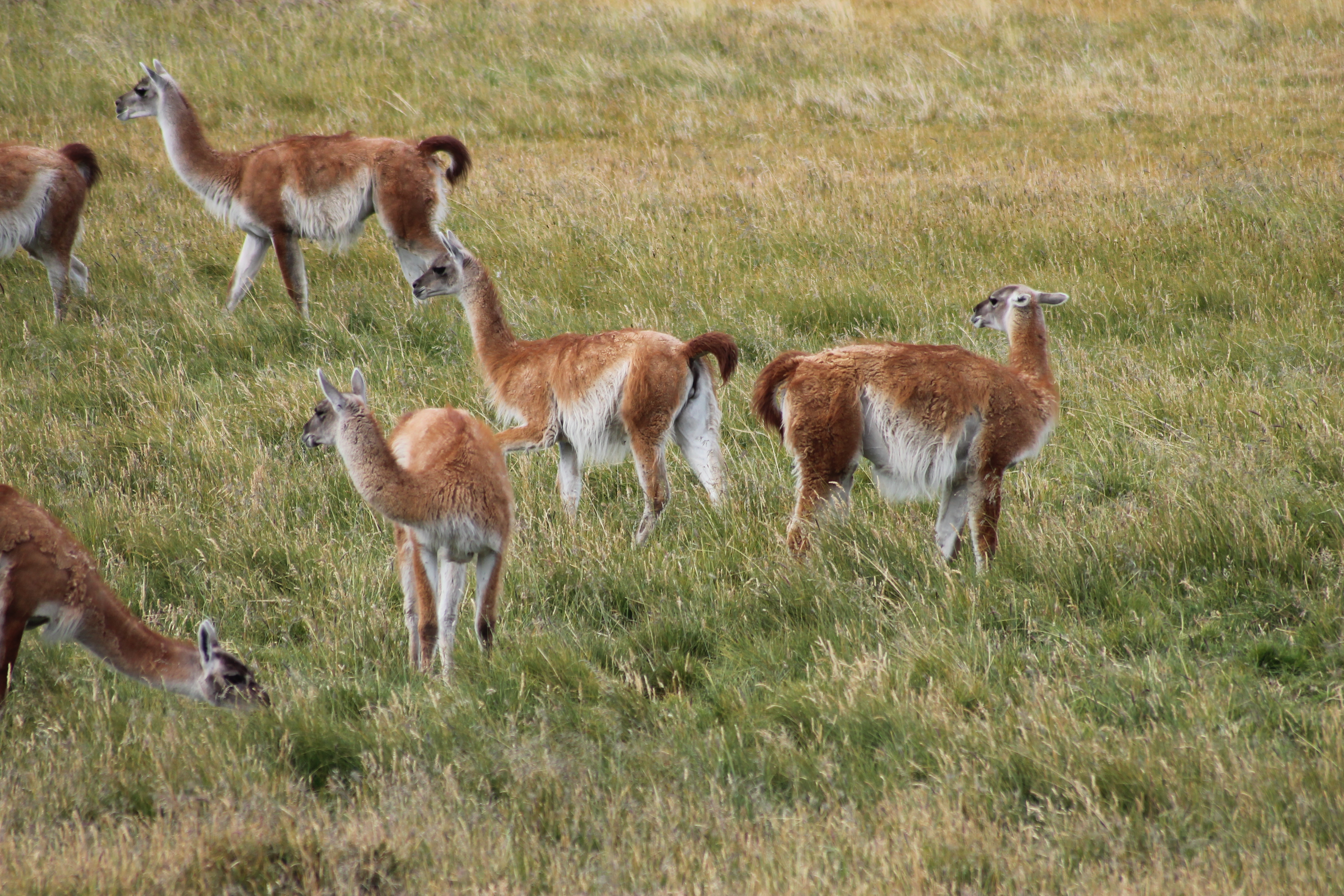
Lamy huanaco

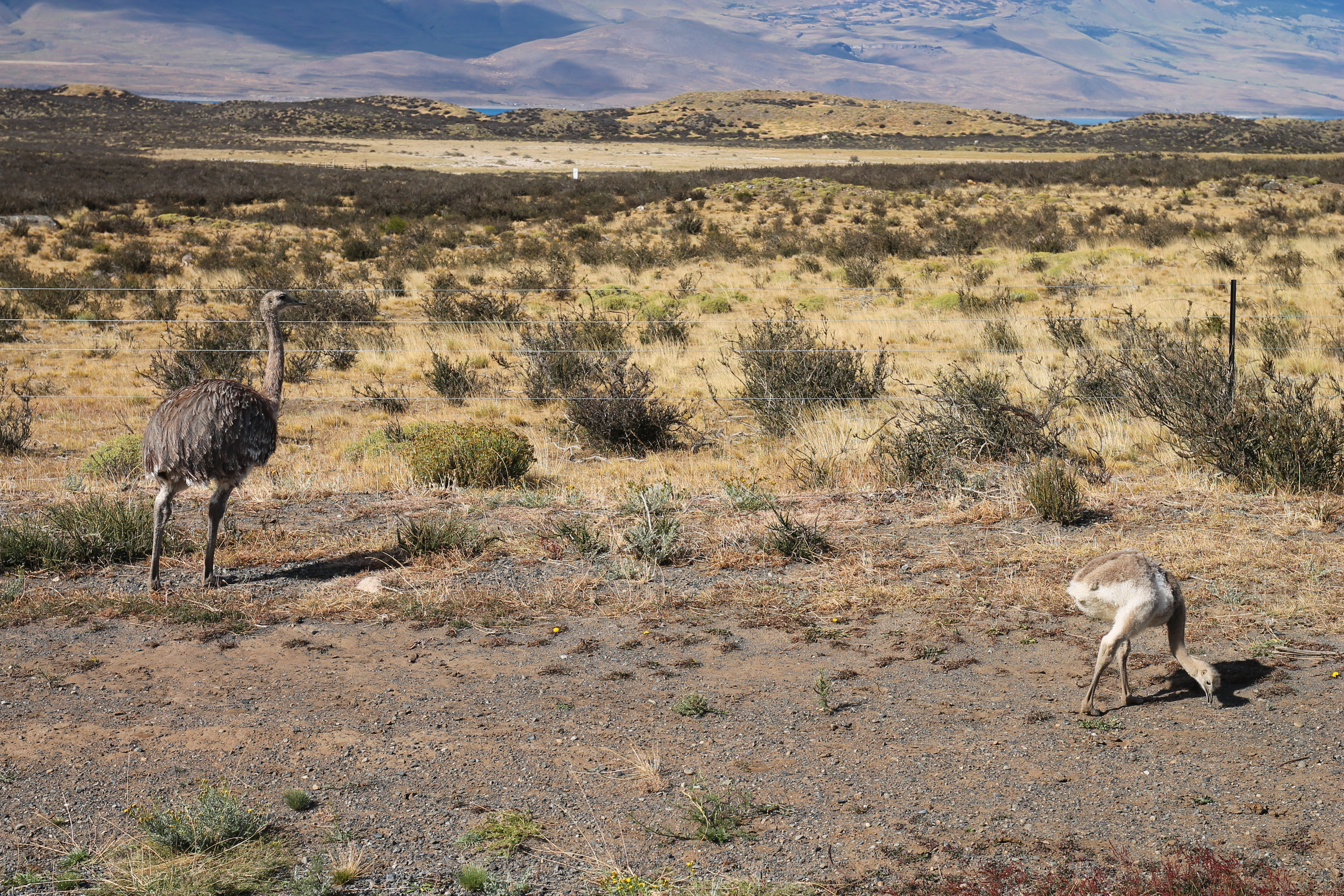
Nandu s mládětem

## Zajímavosti
- V místní původní řeči Tehuelche znamená Paine modrou a Torres věže.
- V roce 2014 se v národním parku Torres del Paine našly fosilie minimálně 46 kusů téměř kompletních koster ichtyosaurů, kteří se v oblasti vyskytovali před 90–245 miliony let. Nález se uskutečnil v důsledku tání ledovce a tím pádem odkrytím povrchu, kde se fosílie nacházely. [9]
- V říjnu 2022 zařadila Mezinárodní unie geologických věd (IUGS) „miocenský intruzivní komplex Torres del Paine“ na seznam sta geologicky významných území pro další generace. Jako důvod uvedla IUGS, že park představuje „klíčové místo s geologickými elementy a procesy mezinárodního vědeckého významu použitelné jako zdroj a s podstatným významem pro geologický výzkum minulosti“ (IUGS 2022).
- Mezi nejpopulárnější místa národního parku patří masivy Torres del Paine, Cuernos del Paine a Paine Grande, jezera Pehoé, Nordenskjöld, Sarmiento, Lago Gris a ledovec Gris.
- V roce 1969 na některé vrcholy v oblasti vystoupila první československá expedice do chilských And, jeden z vrcholů na území parku byl na počest domovského města pojmenován Cerro Ostrava.[10]
- Dne 17. února 2005 v parku způsobil český turista Jiří Šmiták svou neopatrností a souhrou nešťastných náhod při manipulaci s benzínovým vařičem[11] rozsáhlý požár a událost byla značně medializována. Zasaženo bylo skoro 6 % chráněného území, muselo být evakuováno přibližně 100 osob. Na obnově požárem zničené části parku se podílelo i Česko.

## Galerie

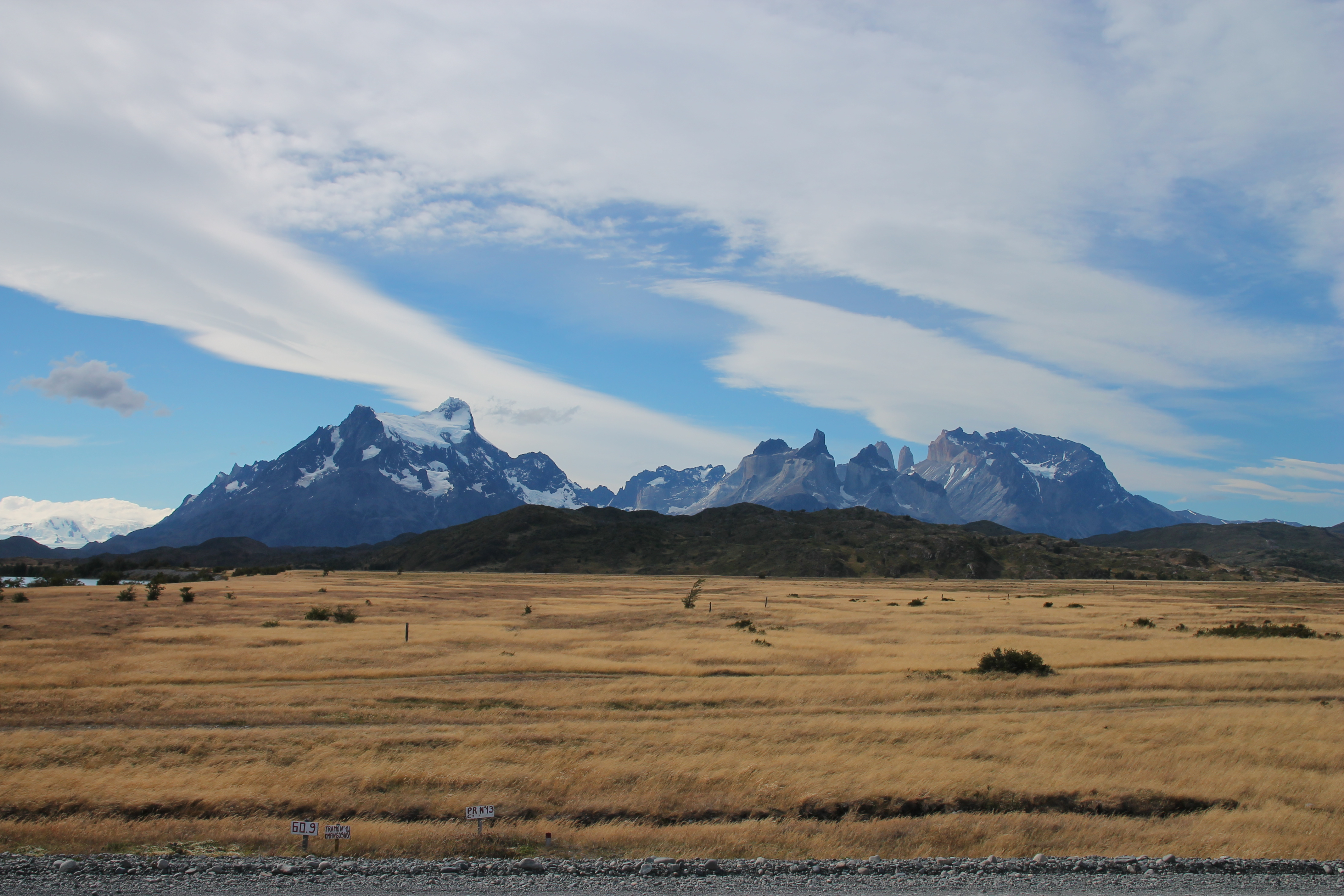
Cordillera del Paine
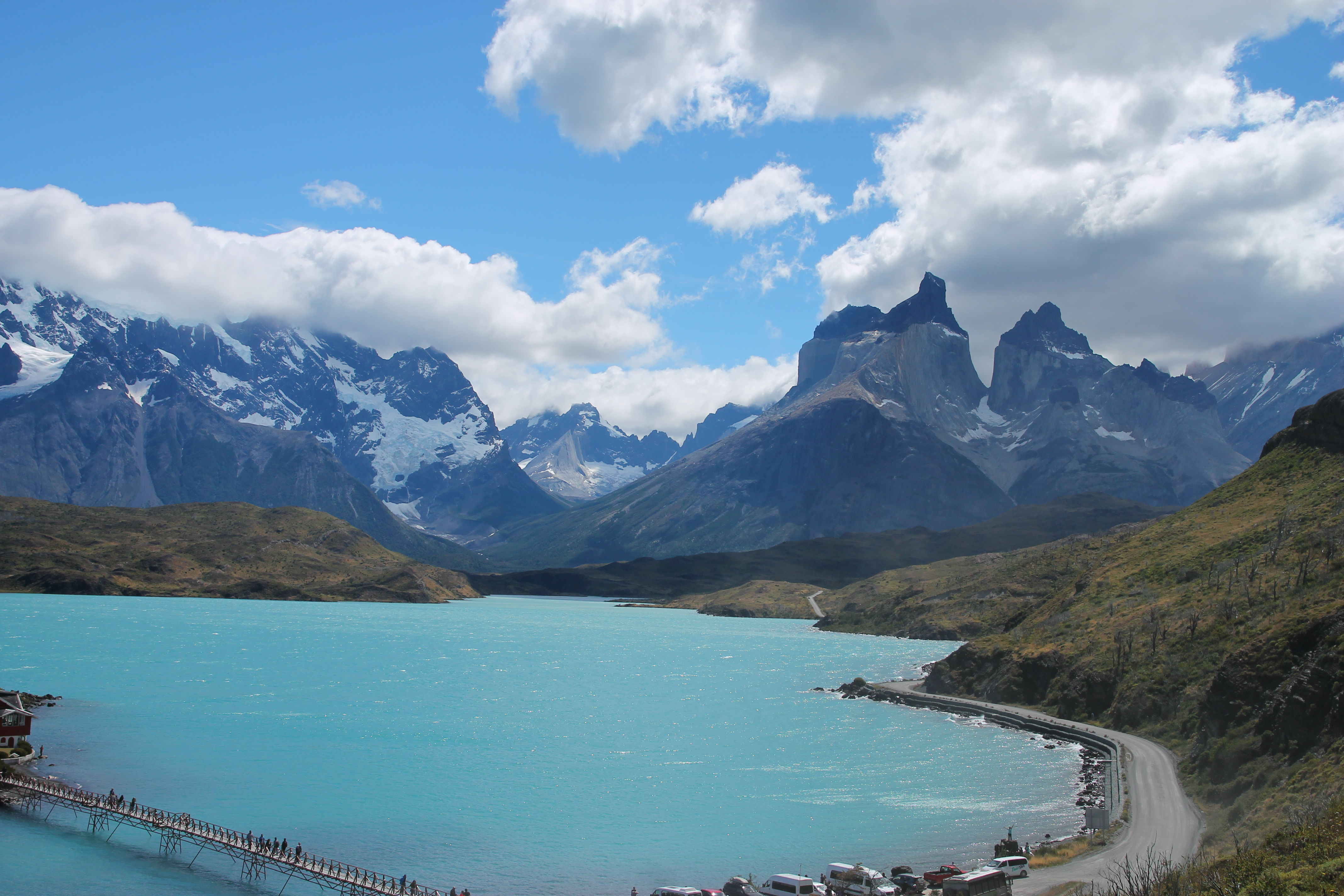
Cuernos del Paine a Lago Pehoé
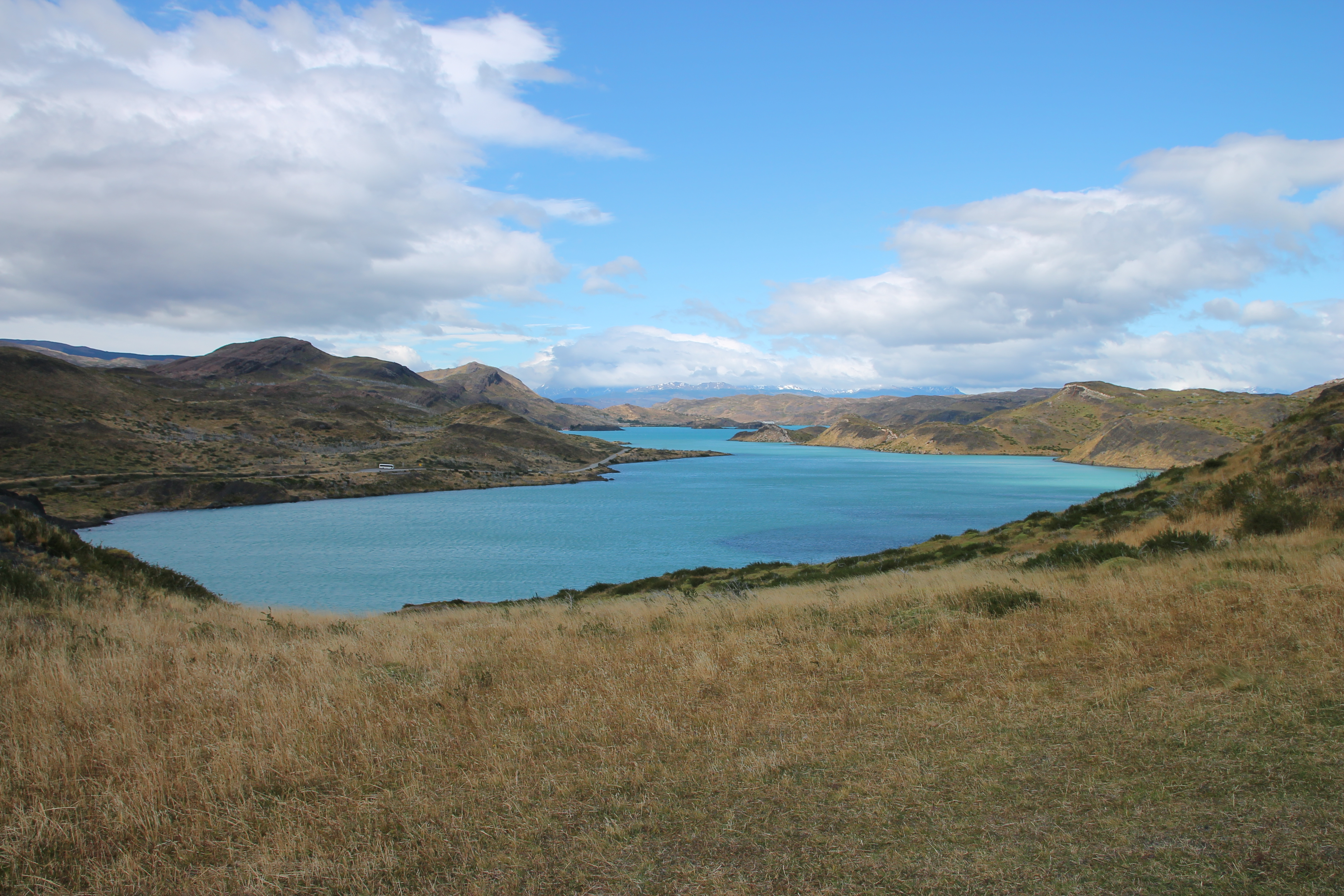
Jezero Pehoé
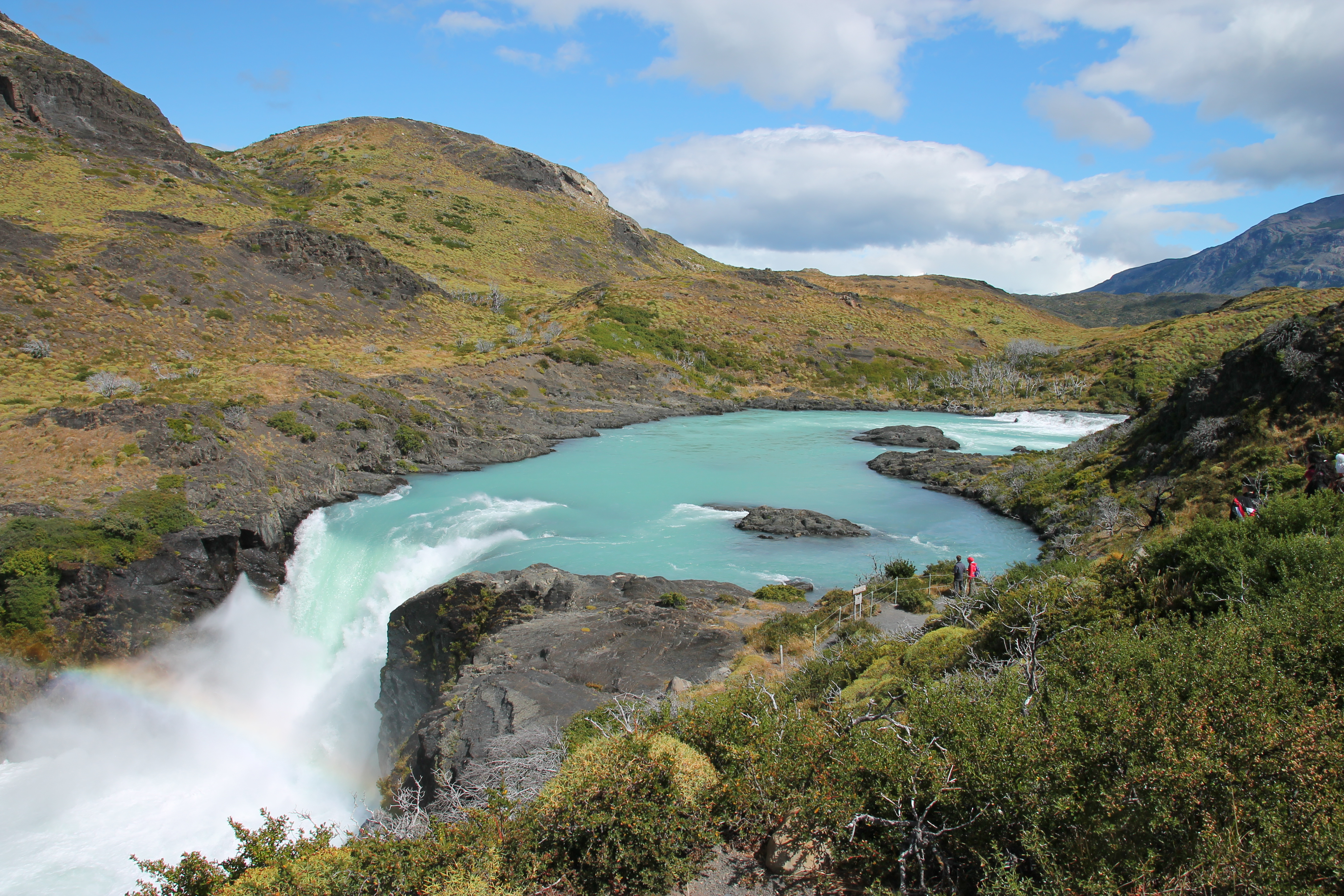
Vodopád Salto Grande na řece Paine
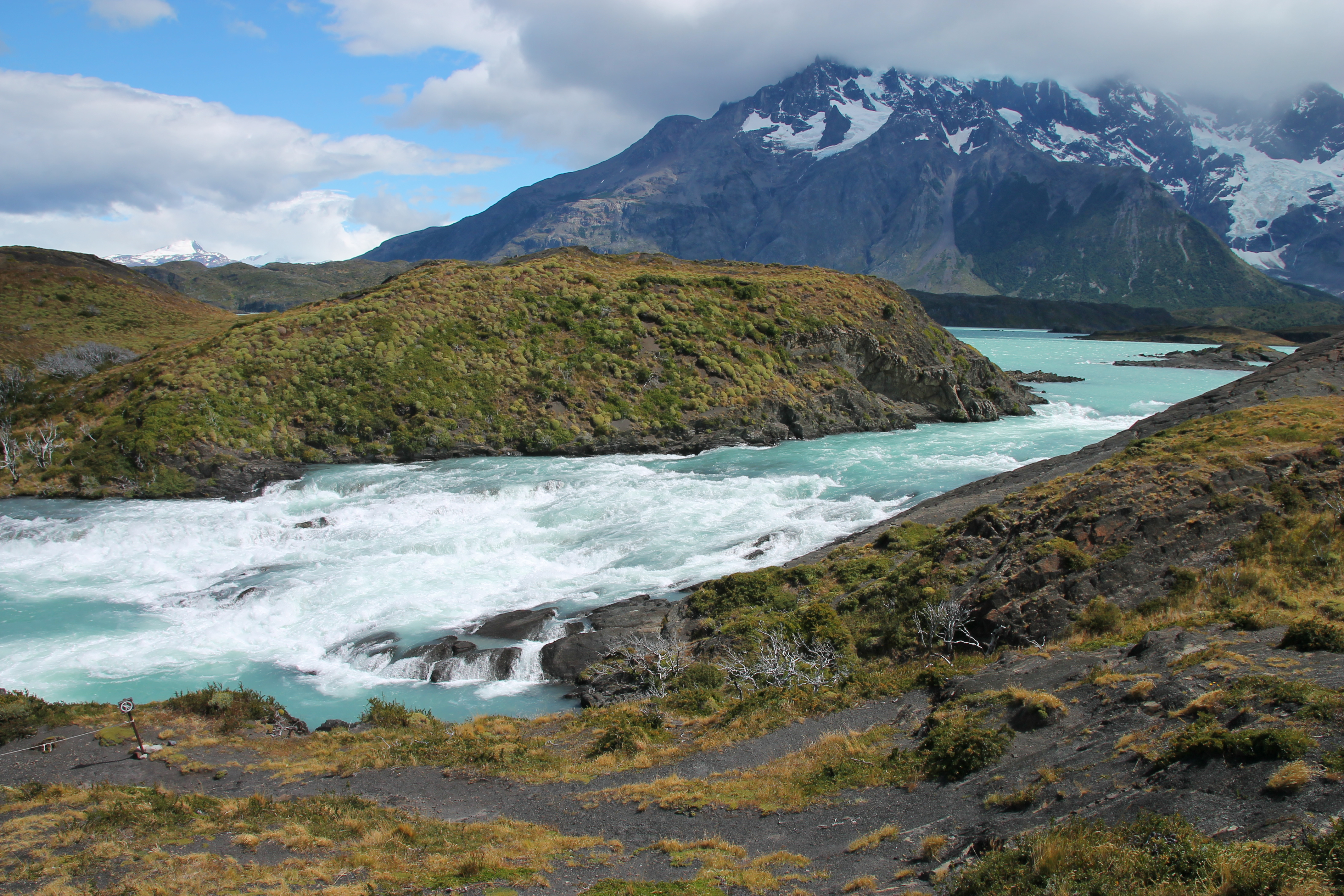
Peřeje na Río Paine mezi jezery Nordenskjöld a Pehoé
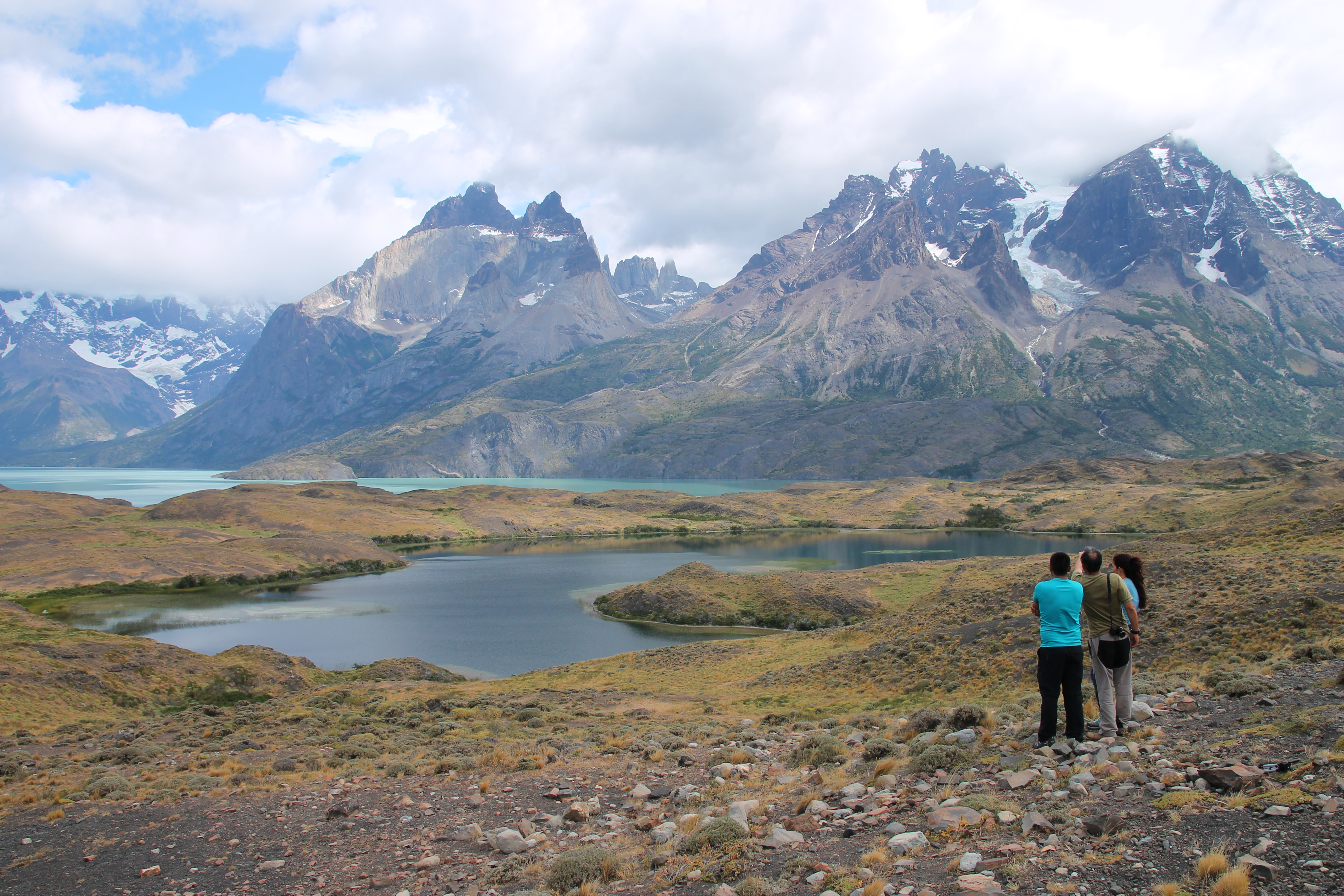
Výhled na Cordilleru del Paine, Laguna Larga
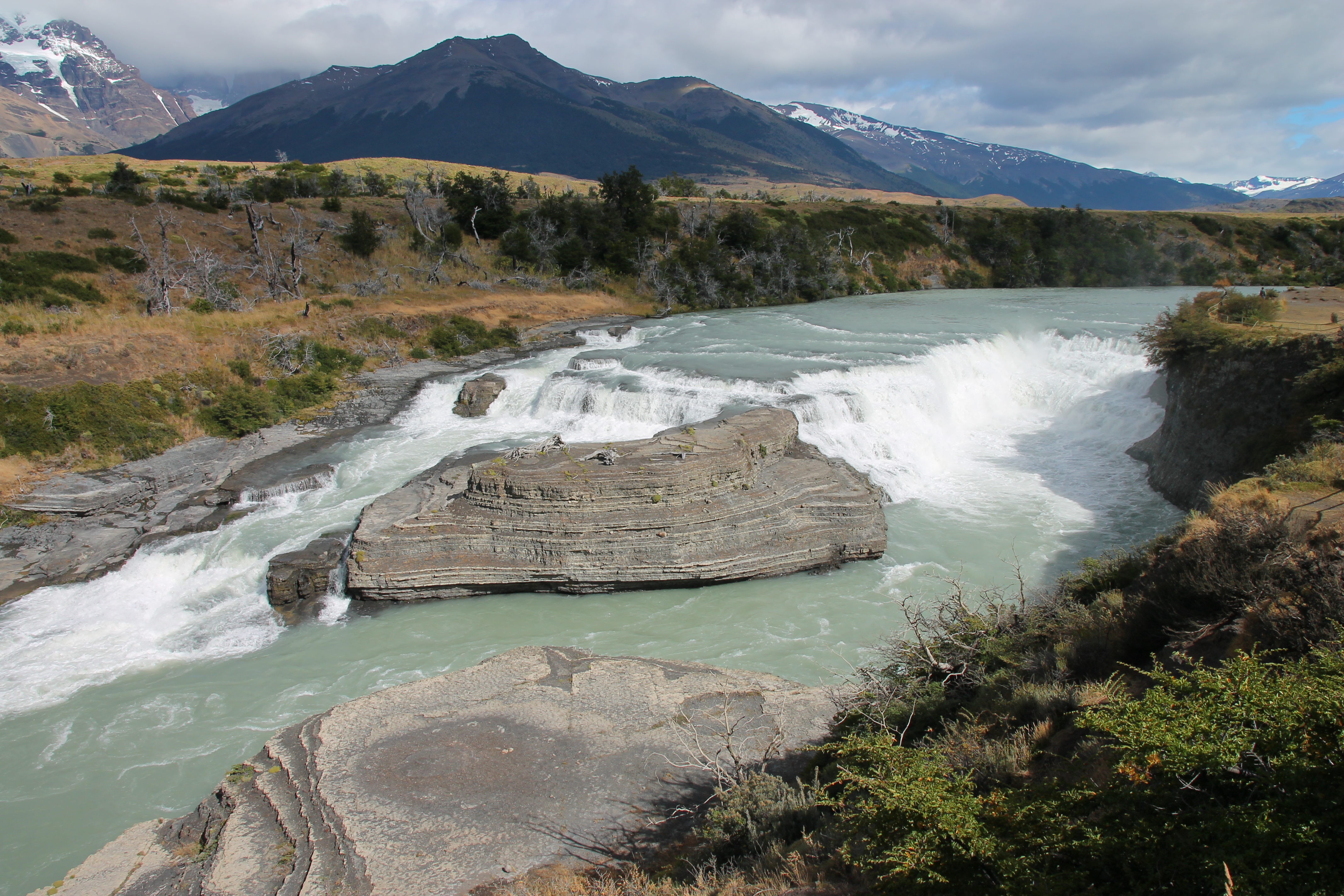
Vodopád Cascada del Paine
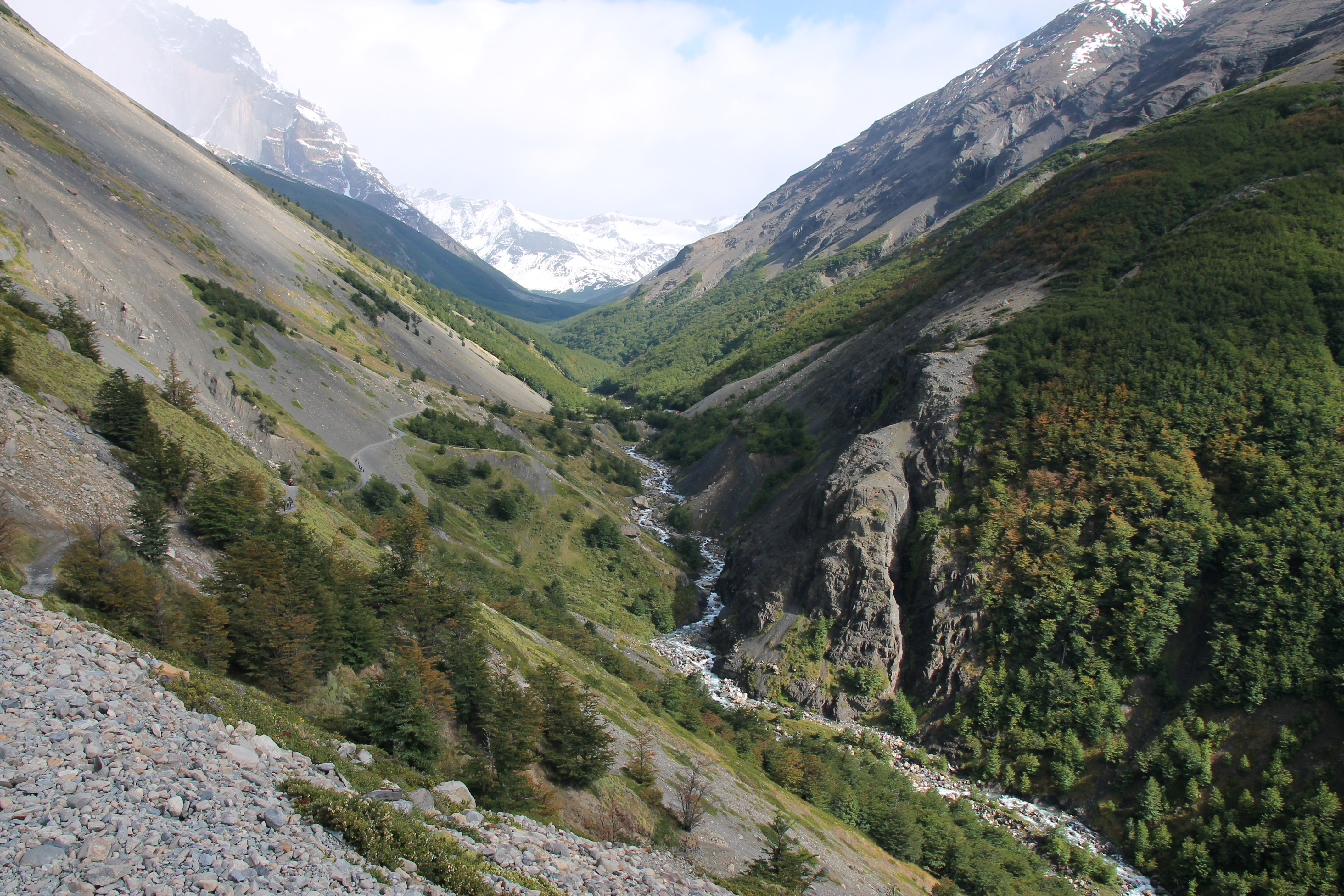
Údolí Valle Ascencio
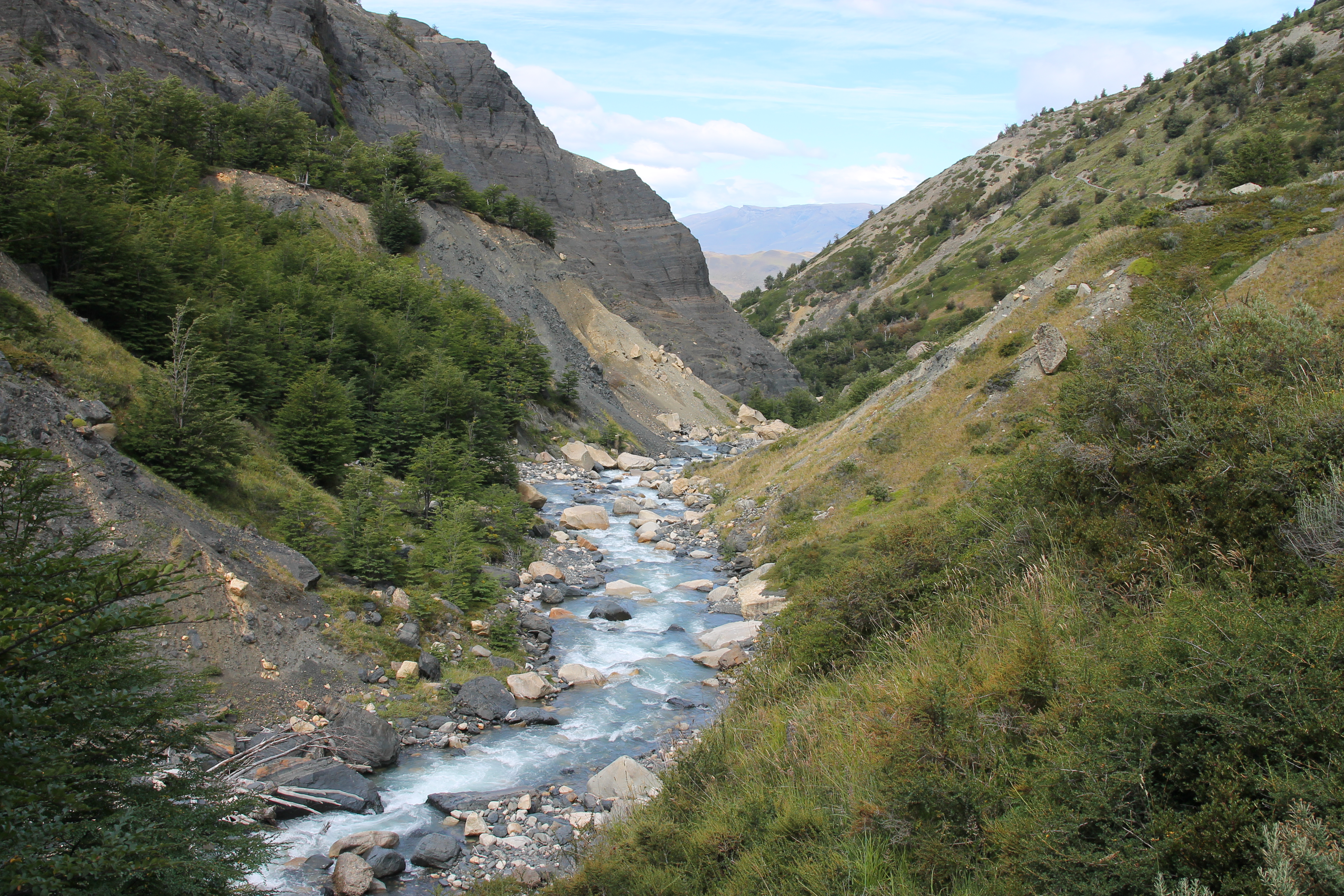
Údolí Valle Ascencio
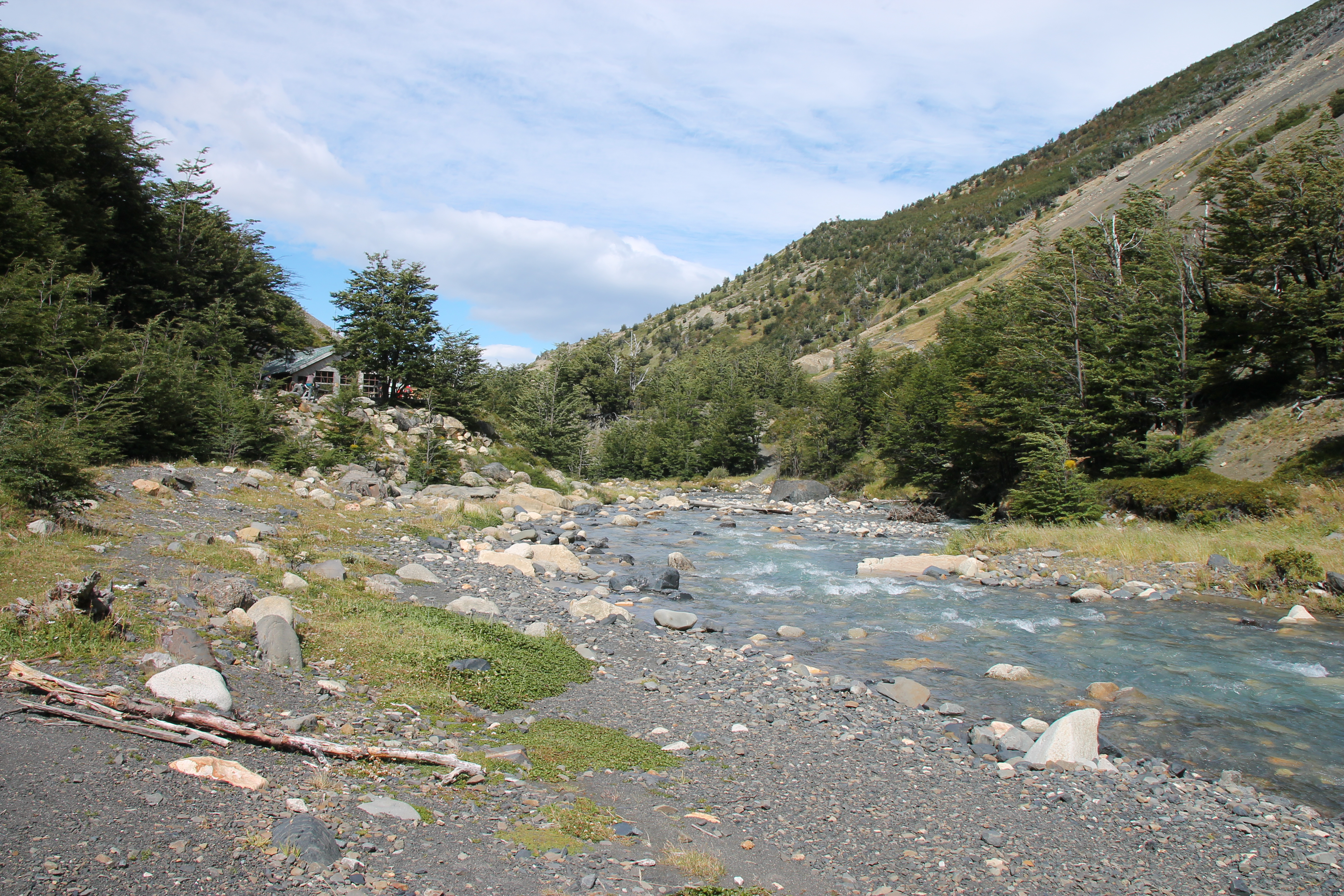
Údolí Valle Ascencio
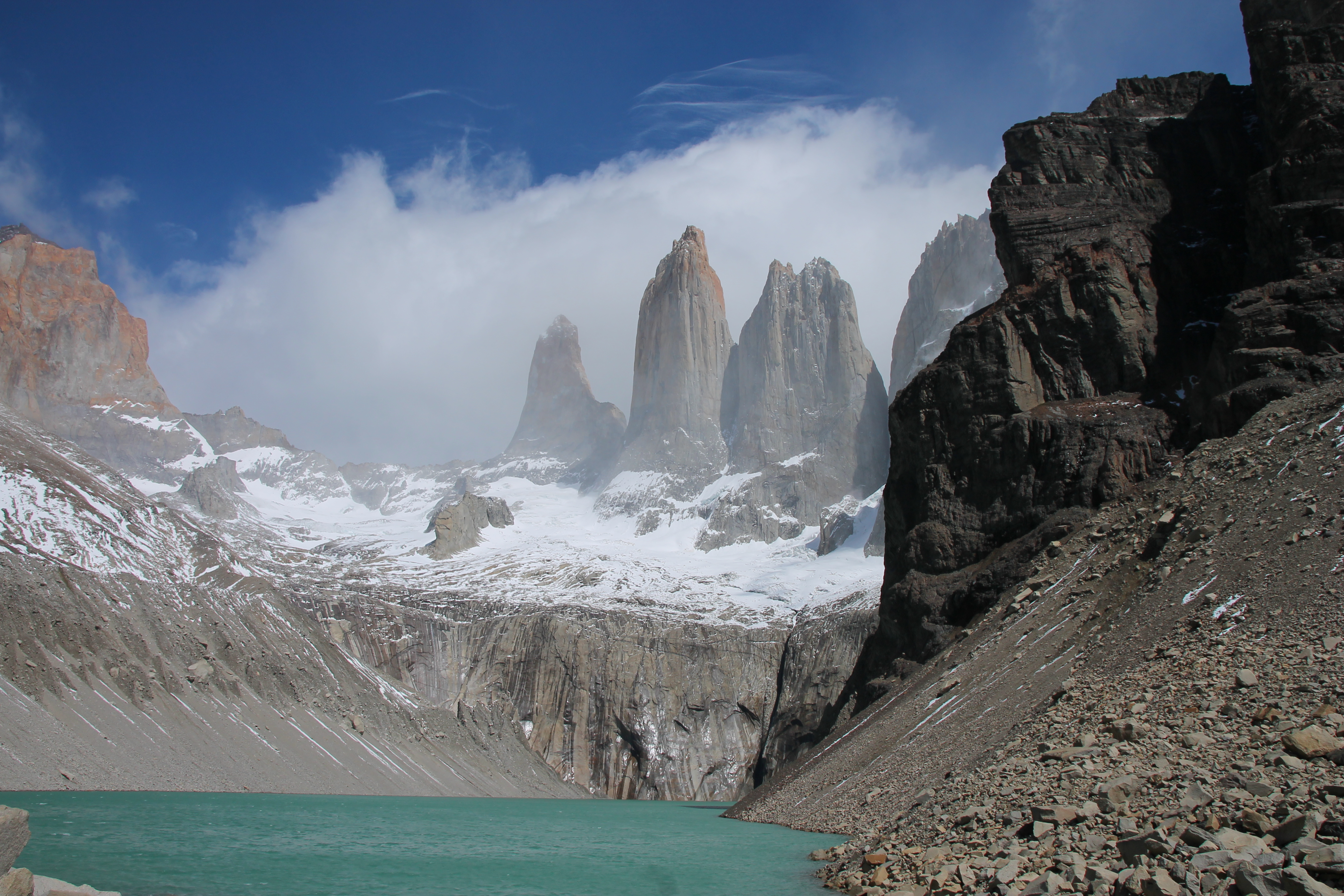
Laguna Torres a věže Torres del Paine
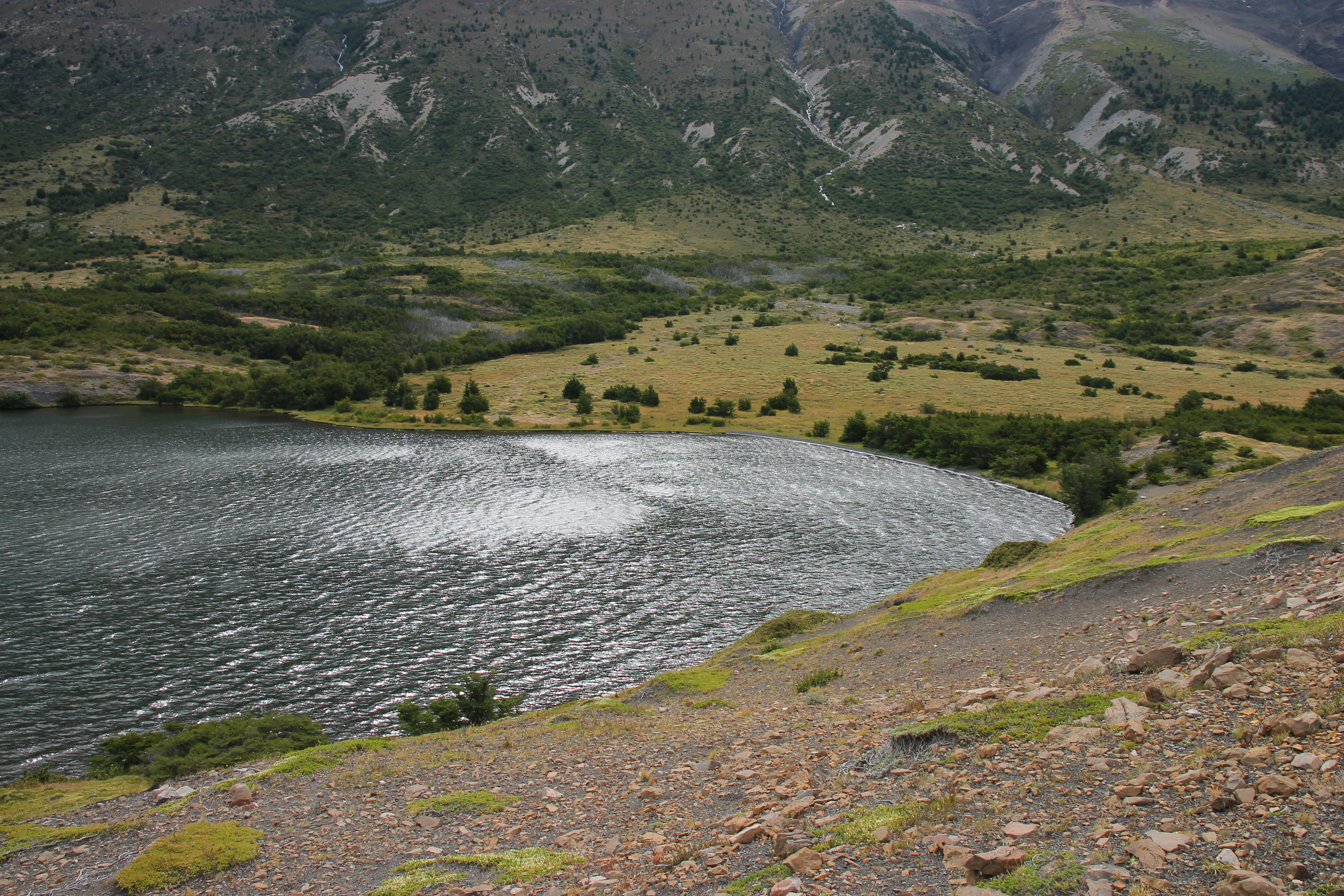
Laguna Inge
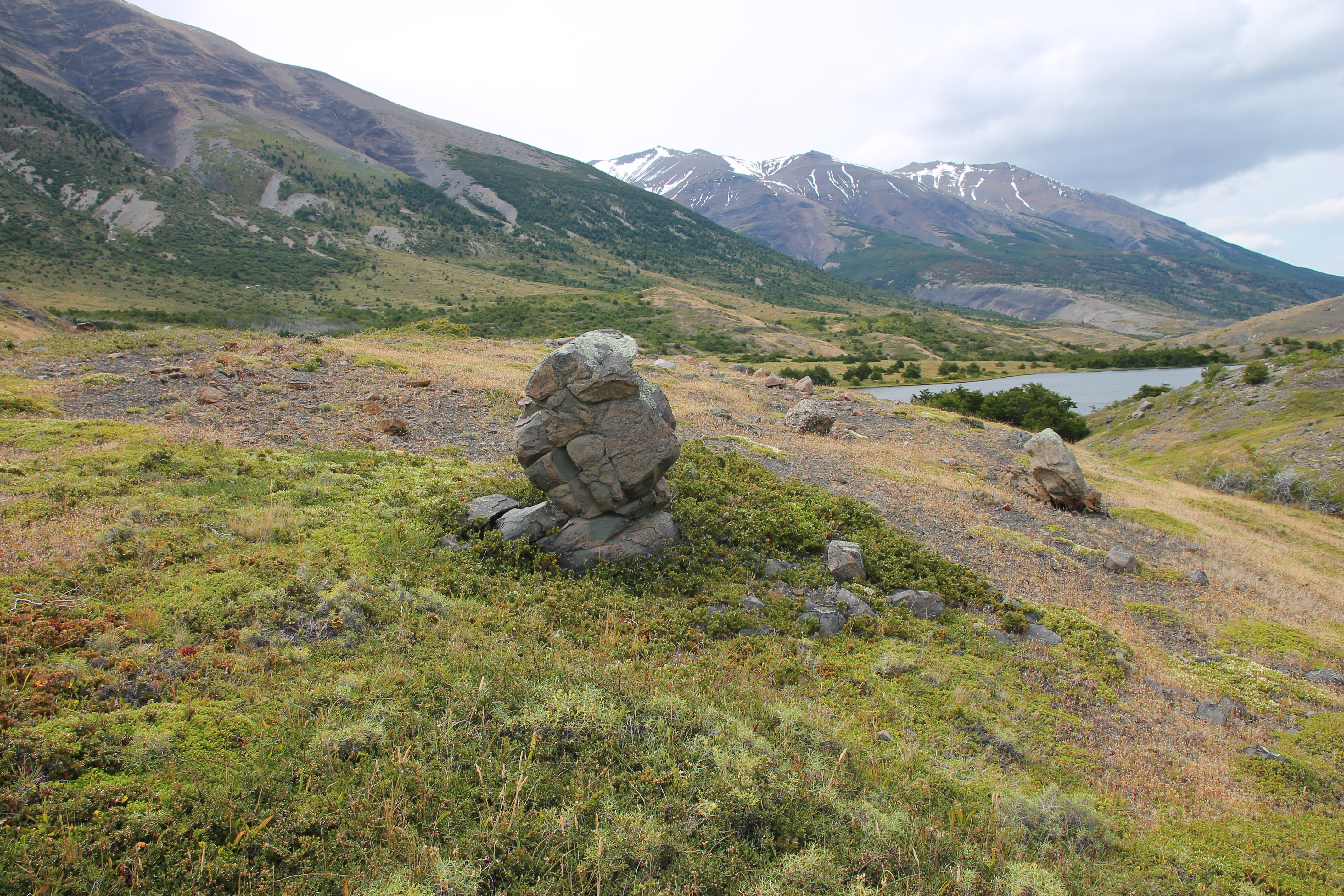
Bludné balvany
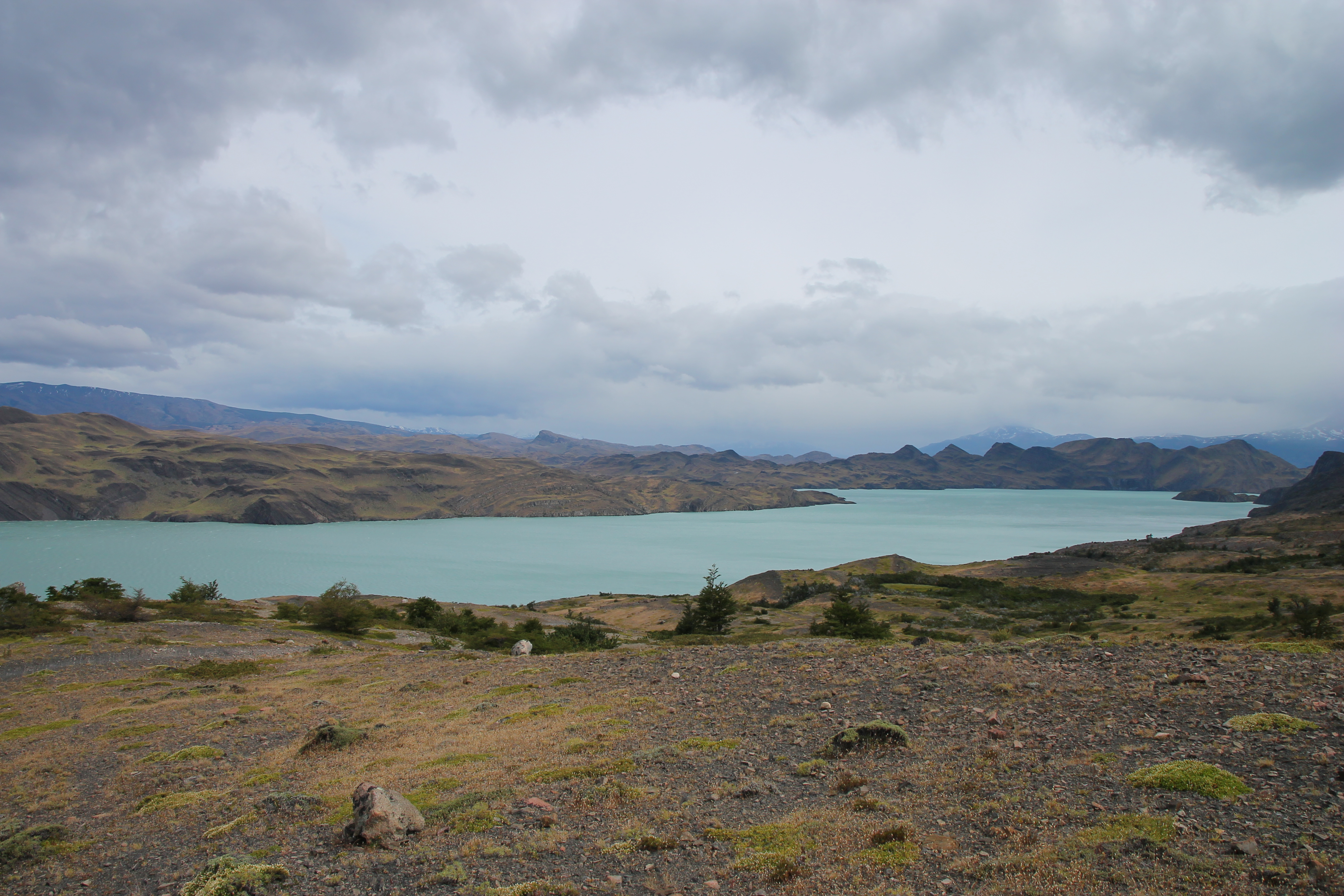
Nordenskjöldovo jezero
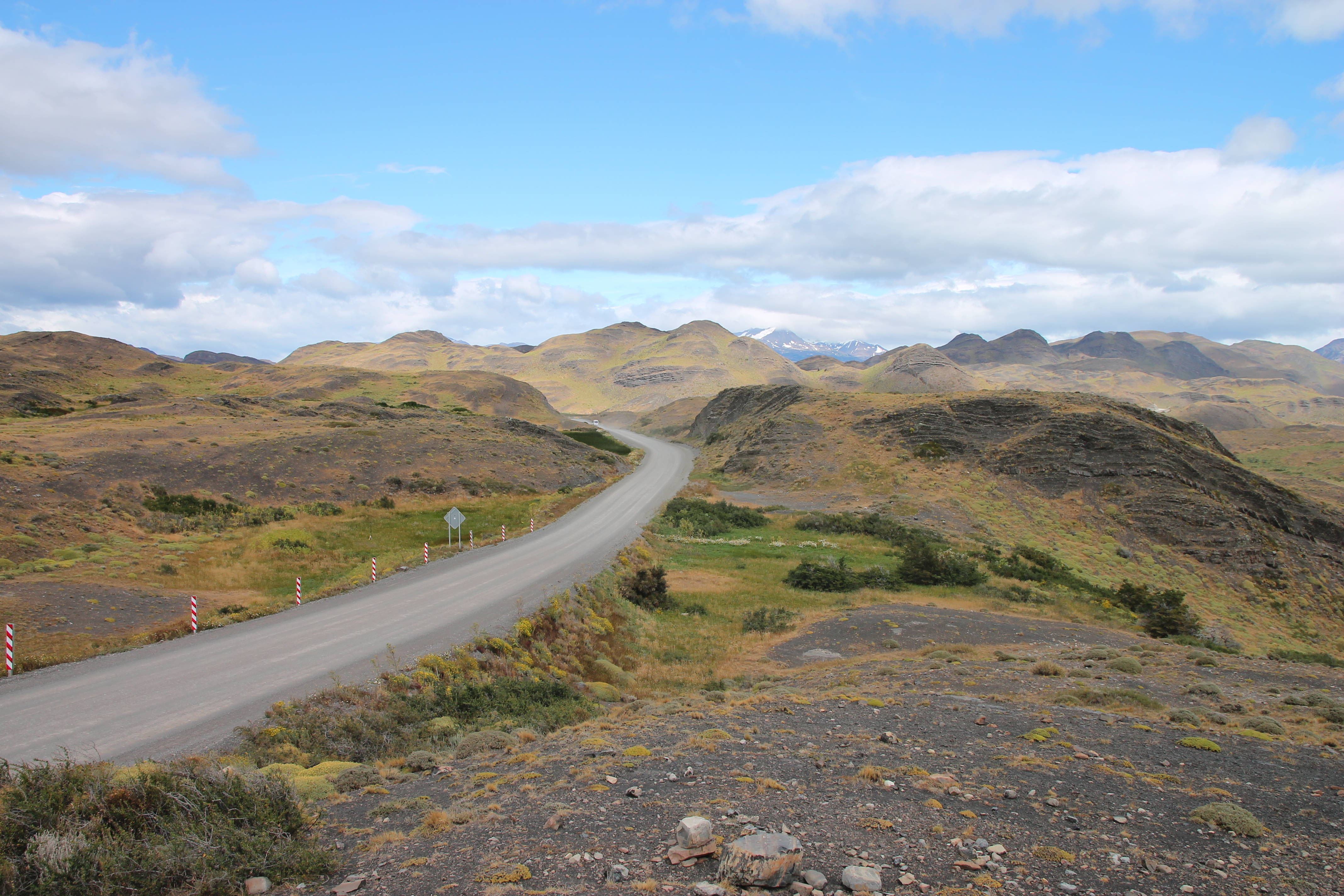
Cesta okolo Nordenskjöldova jezera
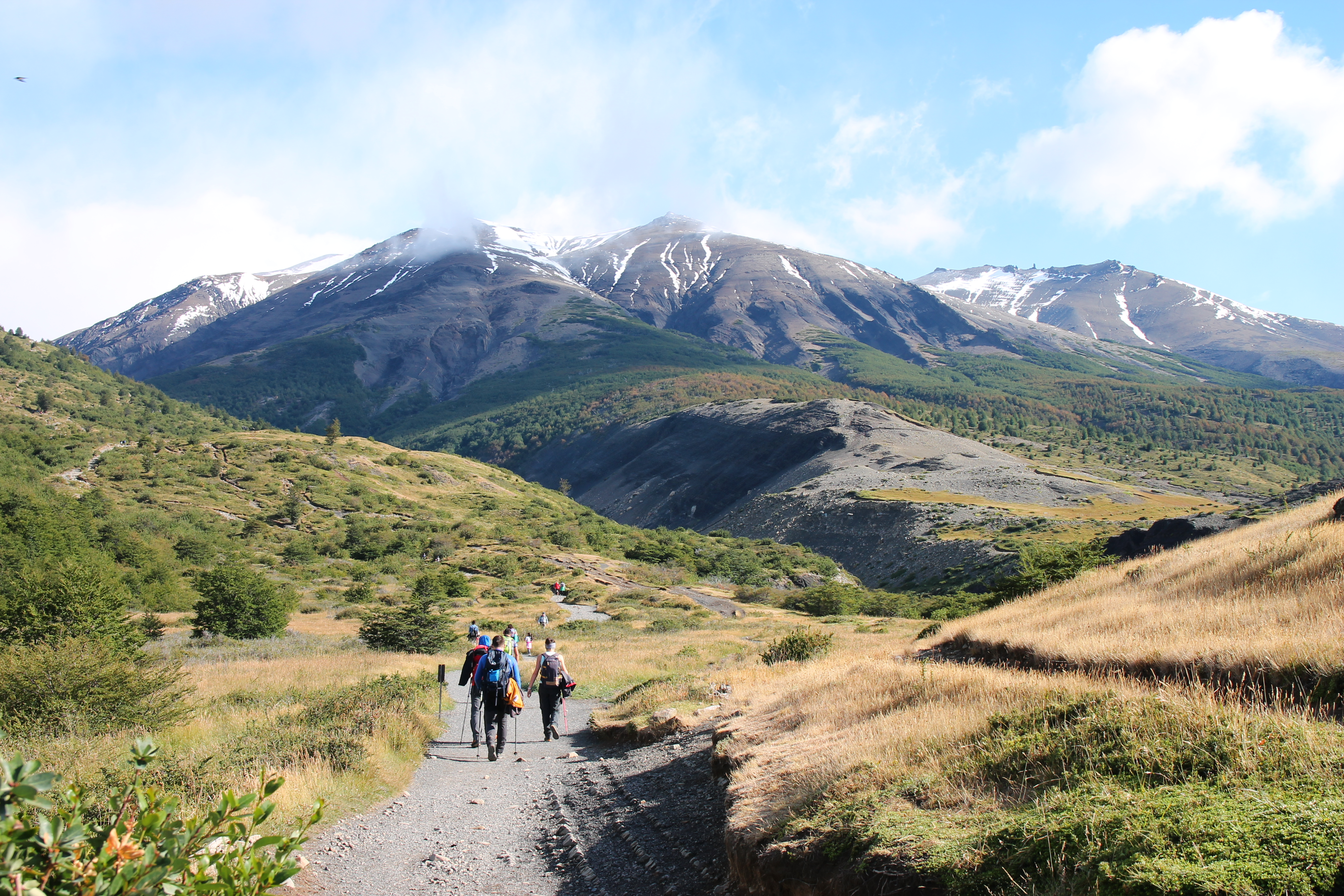
Turistická stezka k věžím Torres del Paine
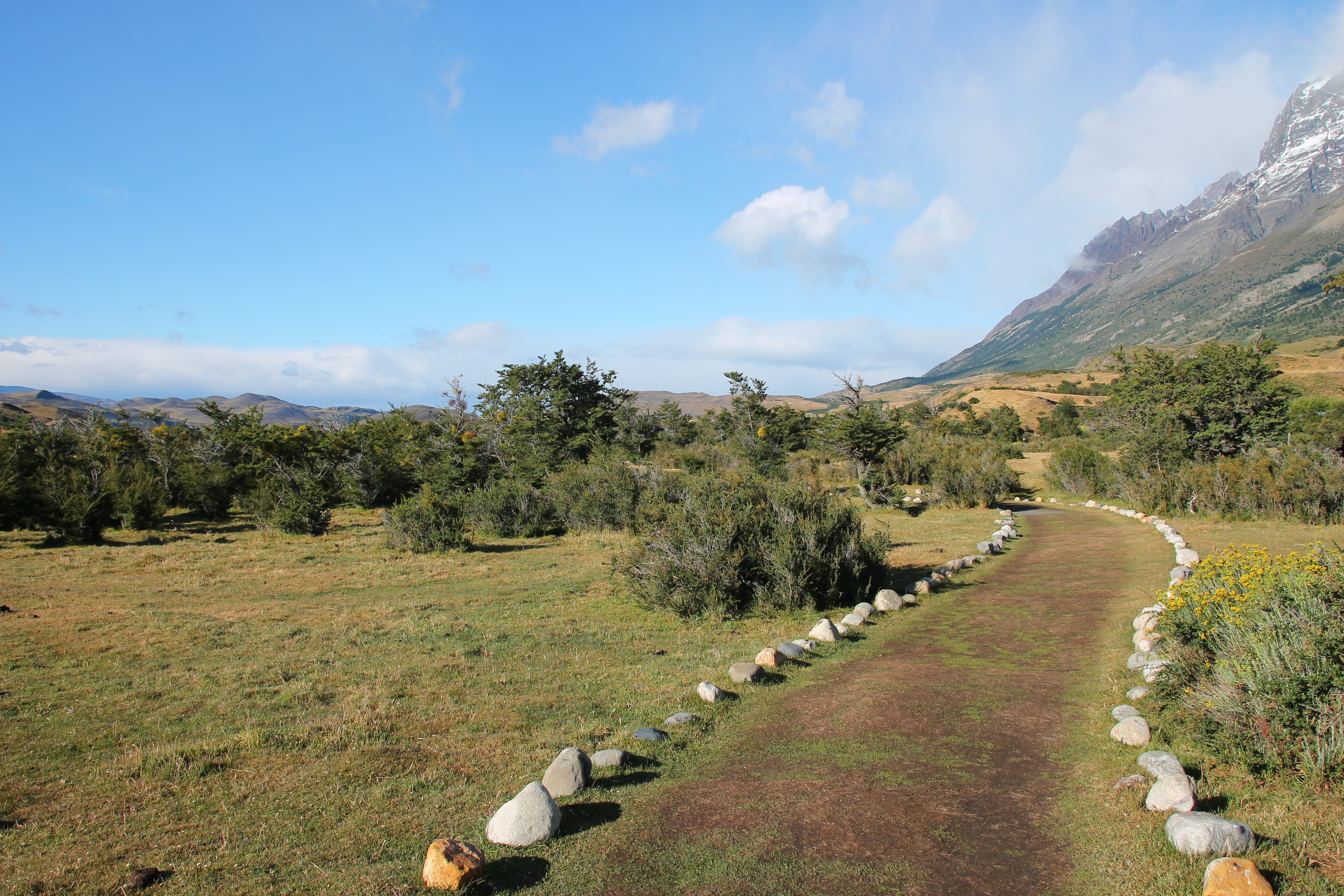
Turistická stezka pod horami
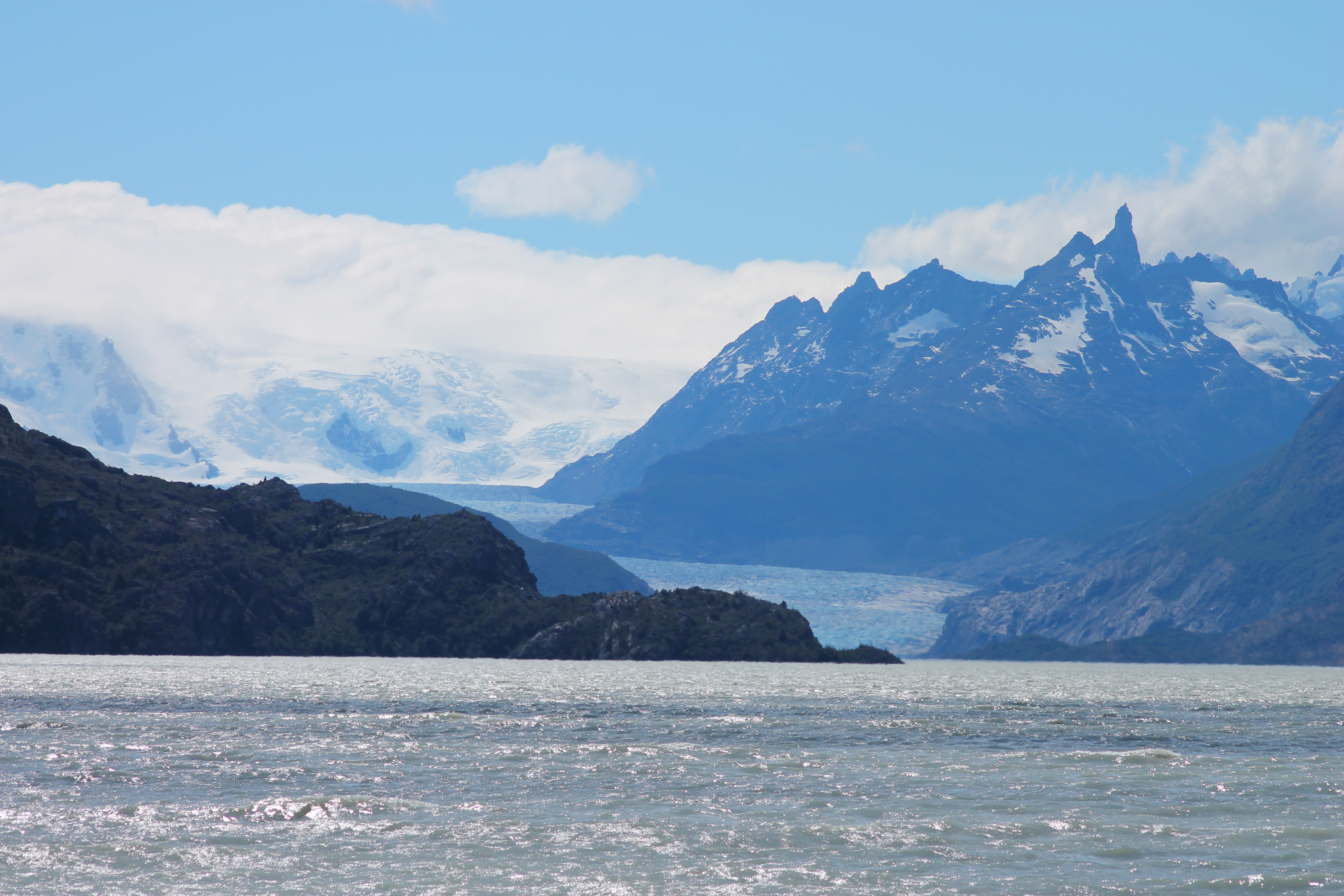
Ledovec Gris a Lago Gris
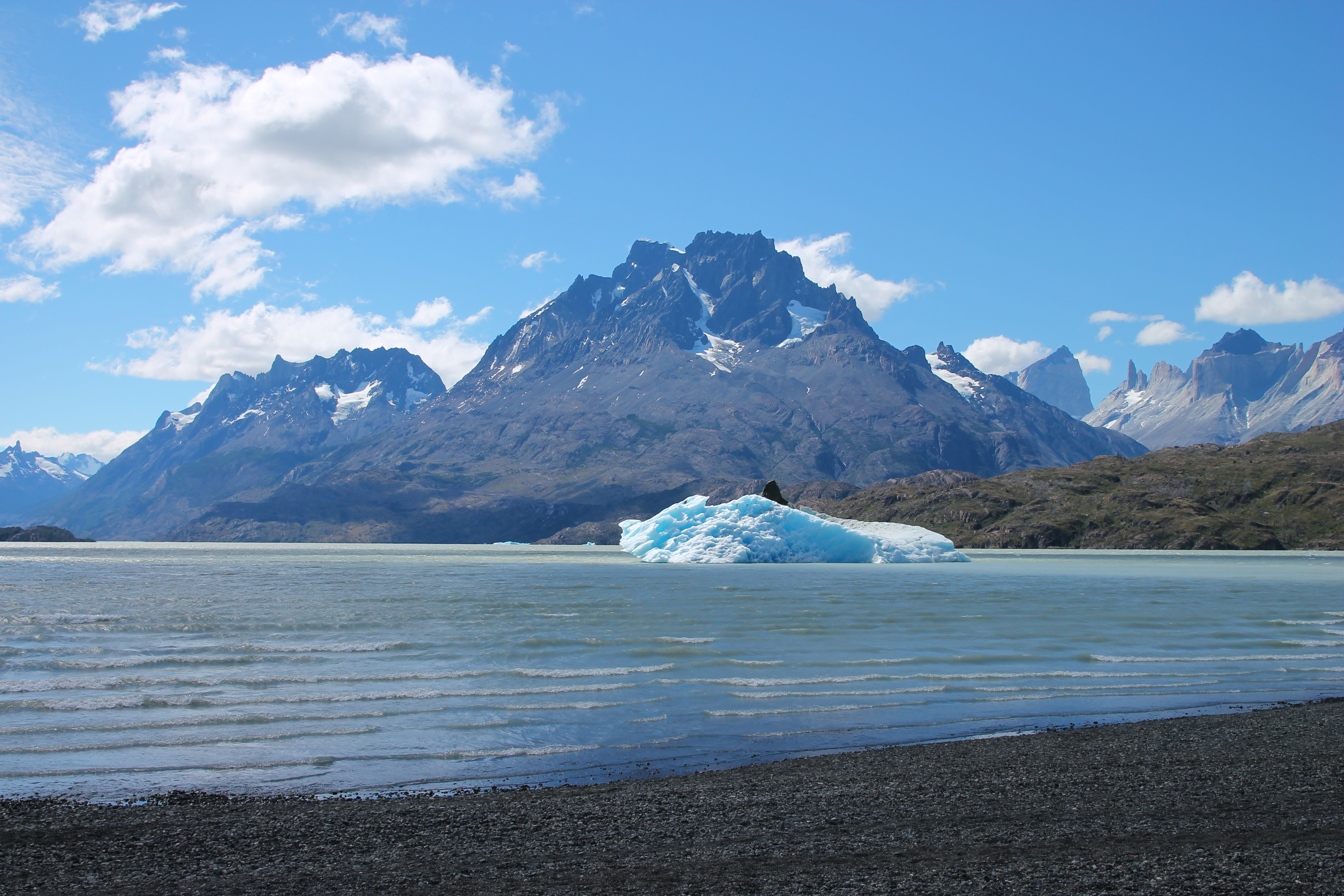
Plovoucí ledovce na Lago Gris, v pozadí Paine Grande
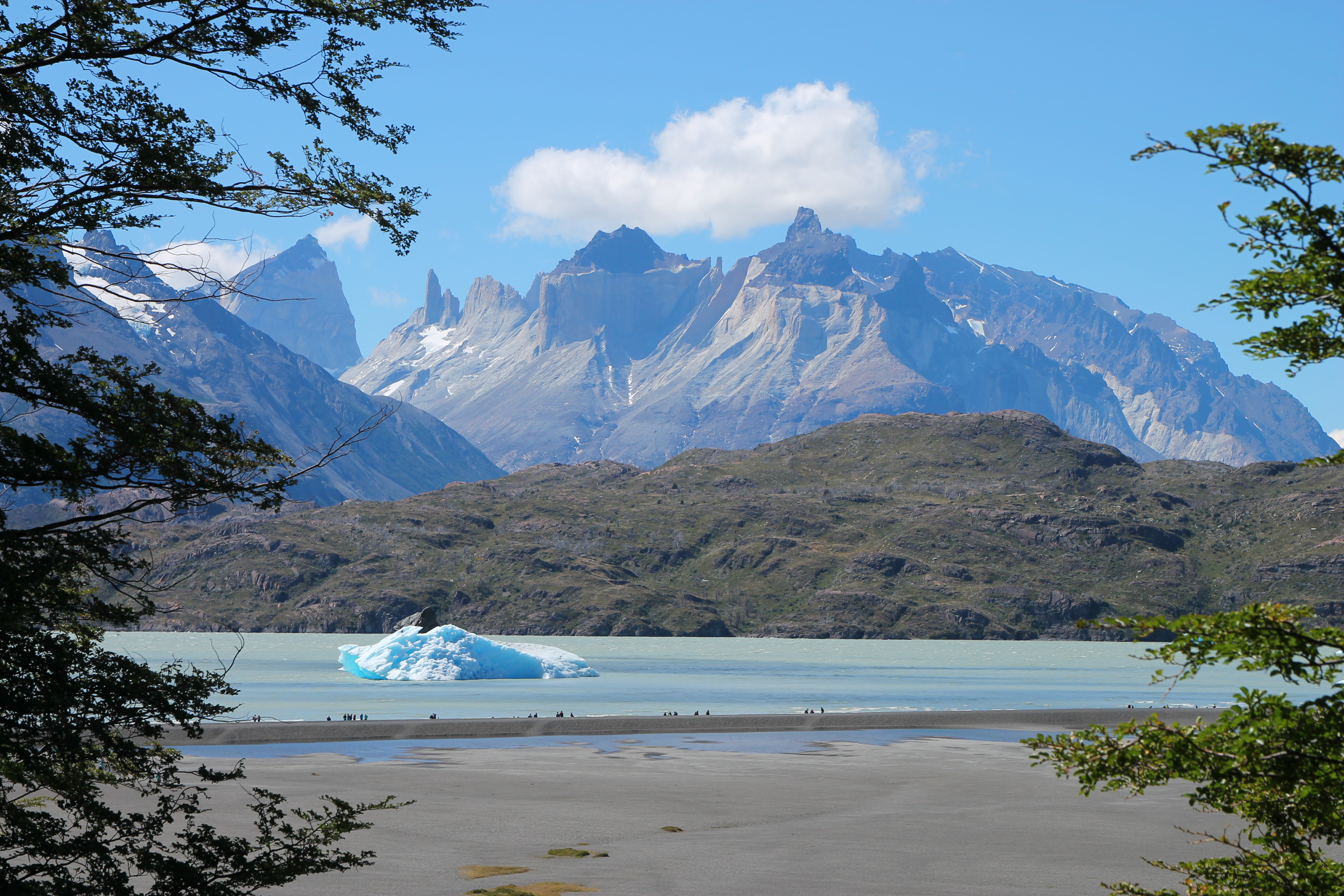
Výhled na Lago Gris
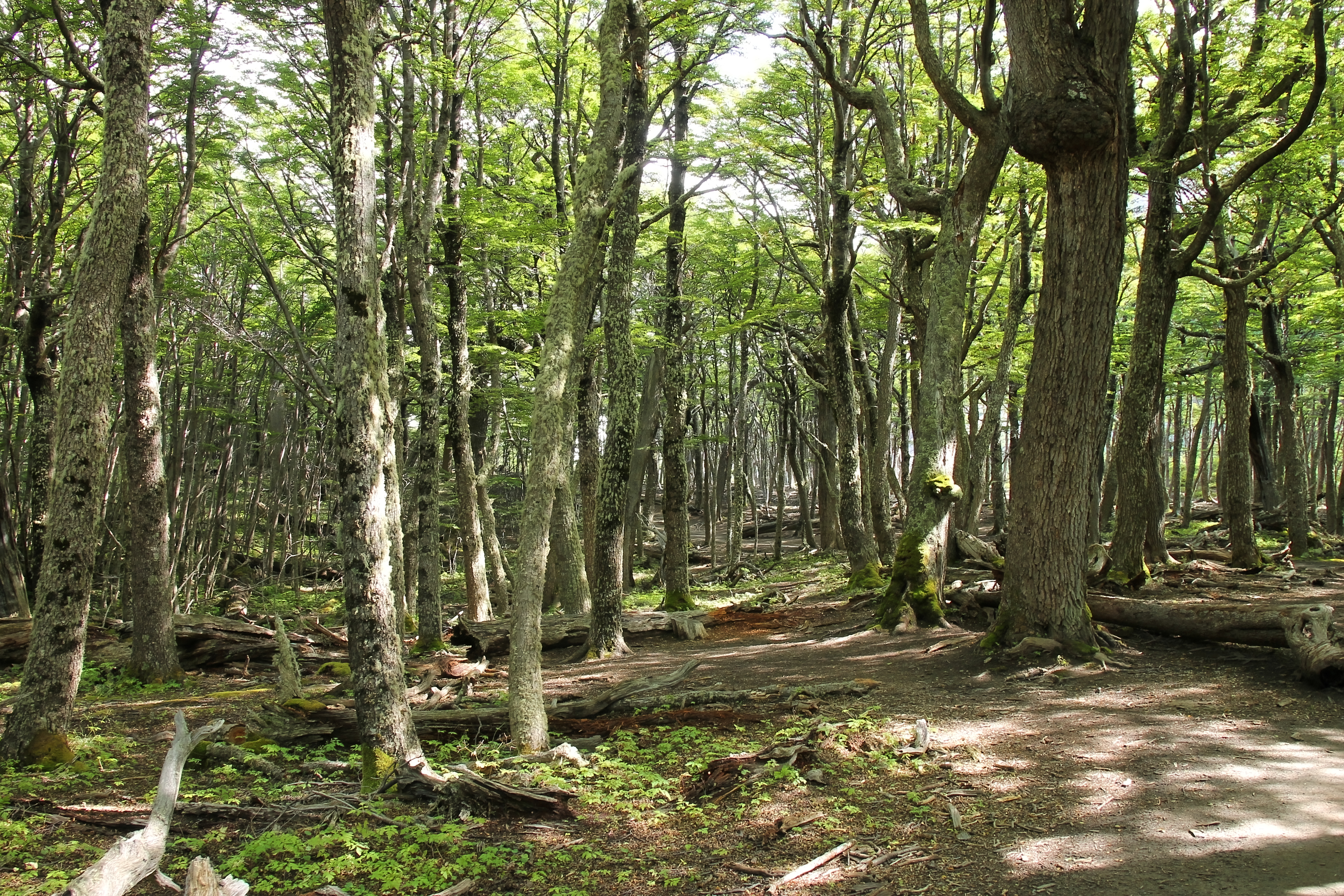
Typický pabukový les
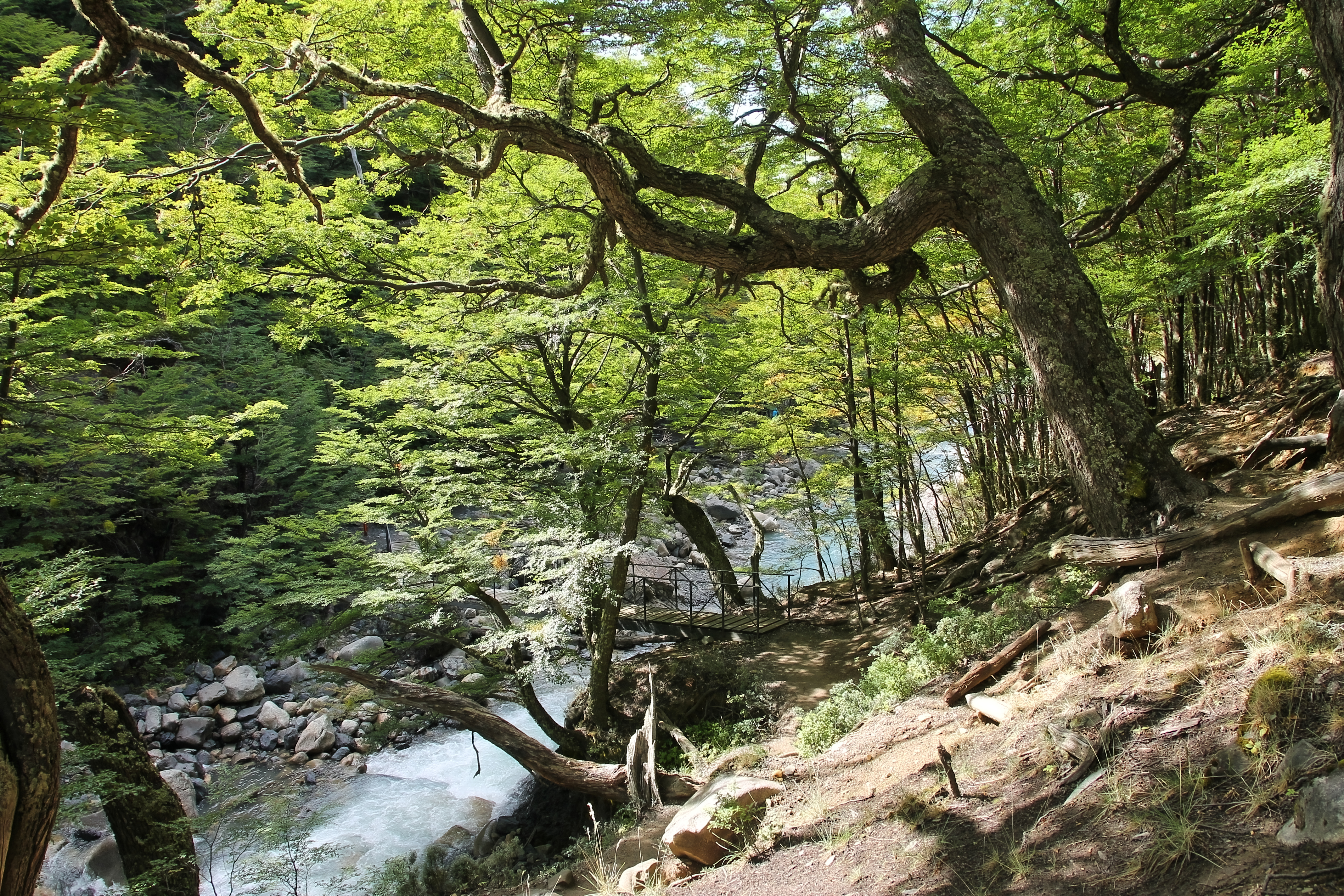
Les
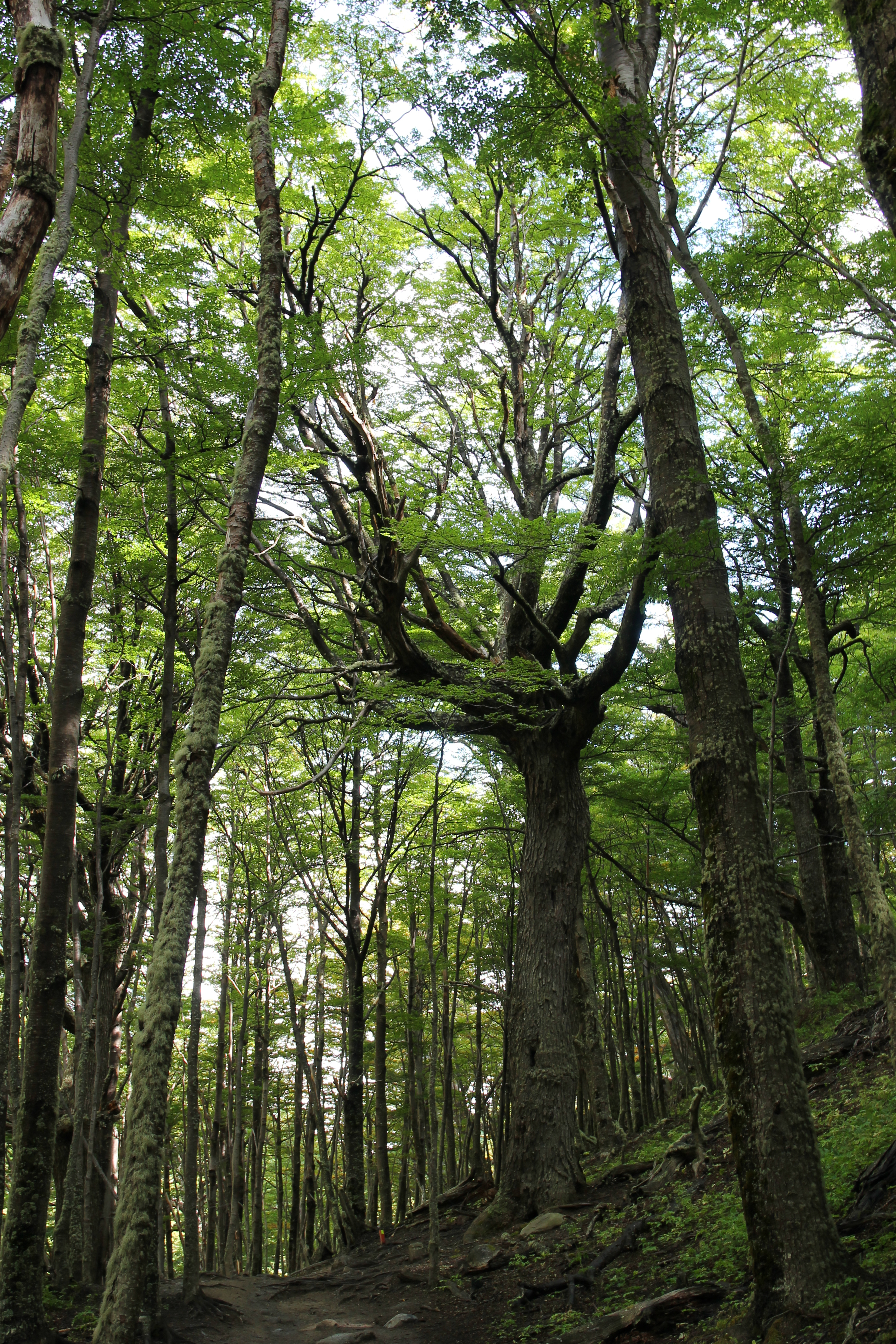
Pabuk
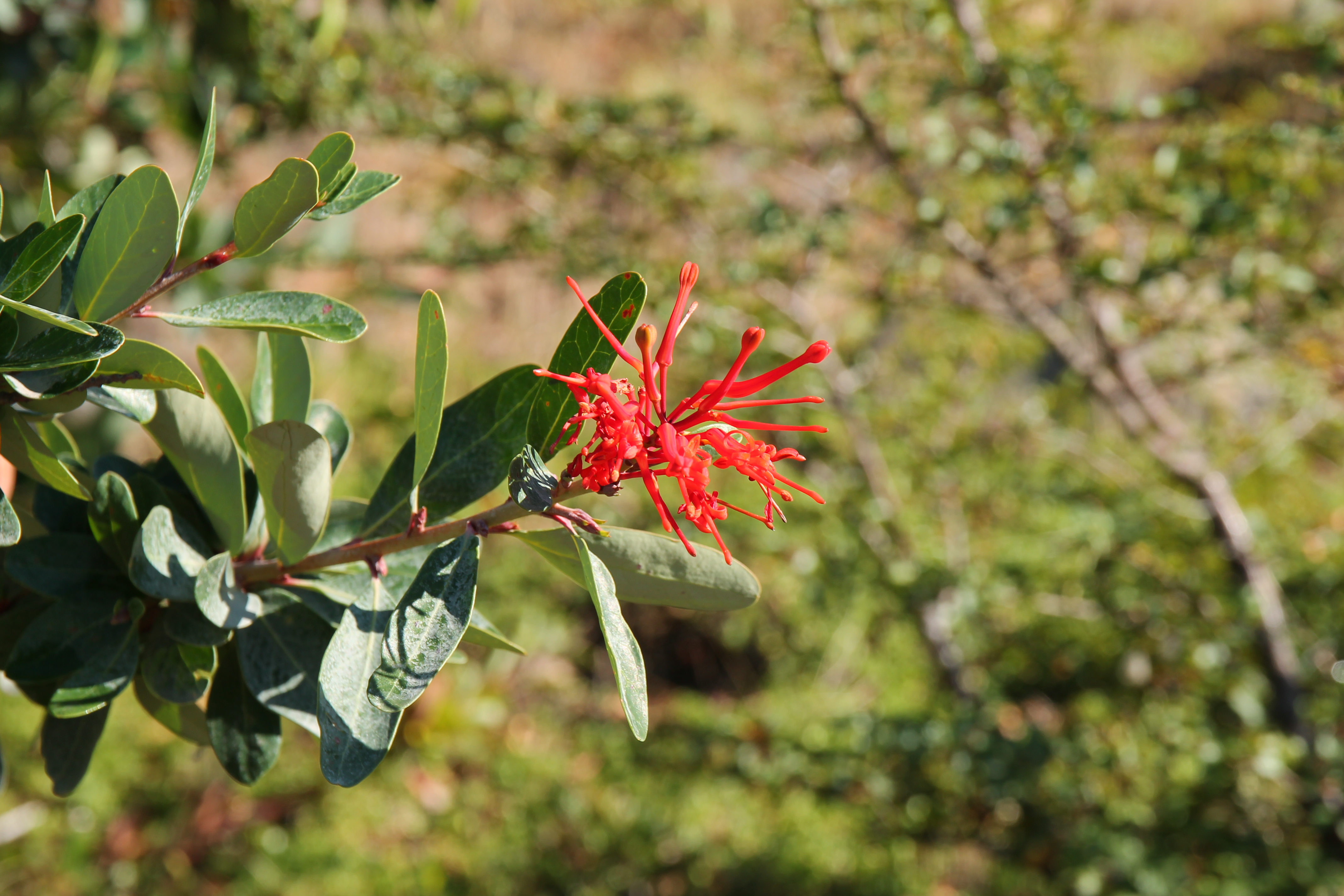
Embothrium coccineum (kalokeř)
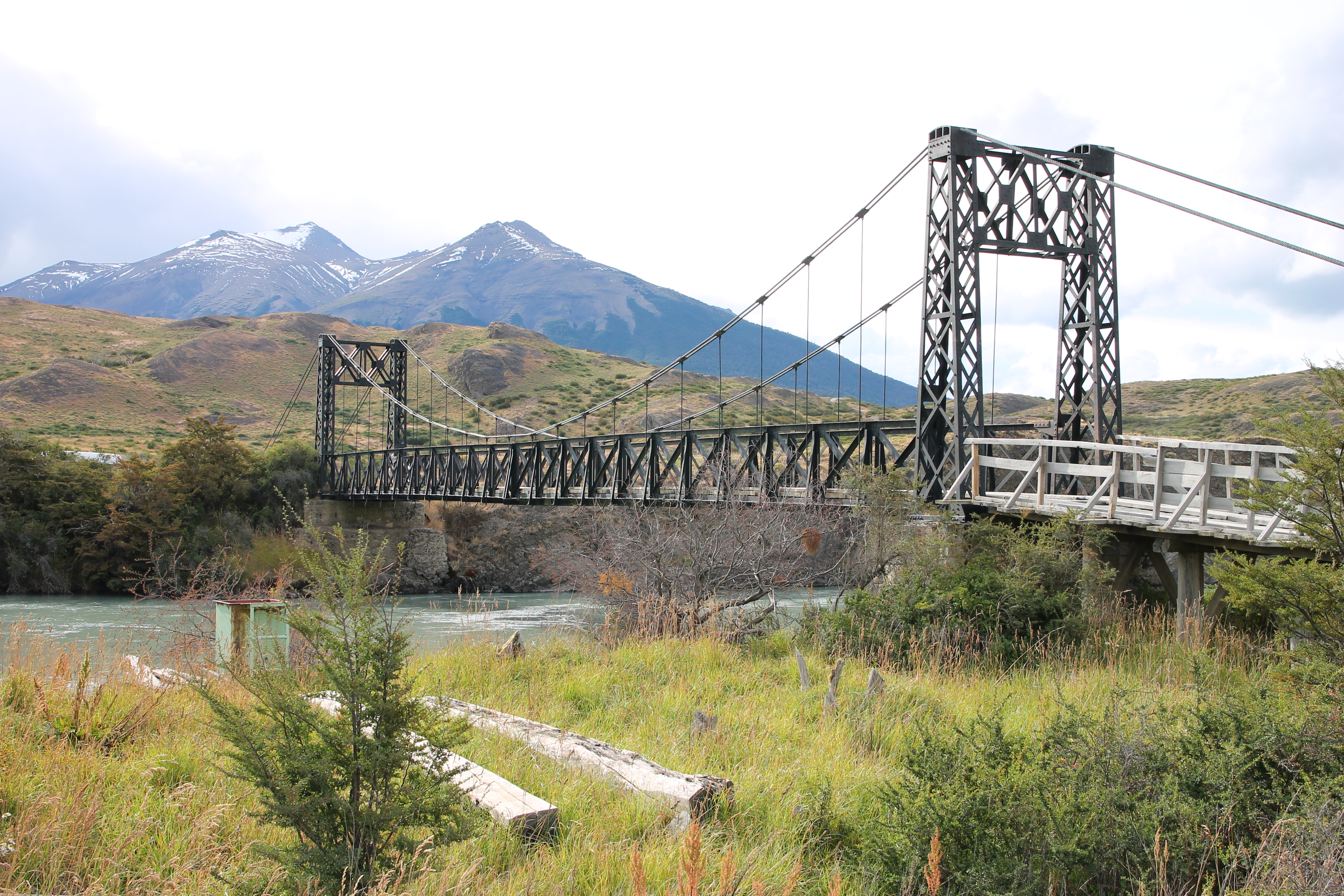
Kusanovicův most u vstupu do národního parku